# Alexandru Buligan
Alexandru Buligan (Drobeta-Turnu Severin, 24 de abril de 1960) es un exjugador de balonmano rumano. Consiguió 1 medallas olímpica como jugador. Es el jugador rumano que más partidos ha jugado con la selección nacional.